# Cindy Mejía
Cindy Mejía Santa María (Lima, 30 de agosto de 1987) es una exmodelo peruana, ganadora del título Miss Perú Universo para representar a su país en Miss Universo 2013.
Mejía concursó en Miss Perú 2011, obteniendo el quinto lugar. Por este puesto concursó en Reina Hispanoamericana 2011, desarrollado en Santa Cruz de la Sierra, Bolivia. Seguidamente ingresó como modelo al programa Bienvenida la tarde, presentado por Laura Huarcayo en Frecuencia Latina.
En junio de 2012 concursó en Miss Perú, el cual ganó obteniendo el título Miss Perú Universo 2013.
Tiene una hermana gemela, llamada Grace.